# Chápan vlnatý
Chápan vlnatý (Lagothrix lagotricha) je ploskonosá opice žijící v deštných pralesích Jižní Ameriky, zejména v povodí řek Putumayo a Japurá. Je největším z chápanů, samci dosahují délky až 70 cm (dalších 70 cm měří chápavý ocas, jehož konec je holý a opatřený papilárními liniemi, takže slouží jako plnohodnotná končetina) a váhy okolo 10 kg. Název druhu dala velmi hustá a jemná srst, která je šedohnědě zbarvená. Chápan vlnatý žije denním způsobem života, pohybuje se v korunách stromů pomocí brachiace a živí se ovocem, listy a hmyzem. Dokáže naráz spotřebovat velké množství potravy, domorodci mu proto přezdívají barrigudo („pupkáč“). Sdružuje se do tlup, které mají až sedmdesát příslušníků a vede je dominantní samec.
Chápan vlnatý je běžně loven na maso, jeho počty se snižují také v důsledku kácení a vypalování pralesů. Odchovem tohoto druhu se zabývá zoologická zahrada v Apeldoornu. V České republice je od roku 2020 chován v Zoo Zlín.